# Loureira (Vila Verde)
Loureira es una freguesia portuguesa del concelho de Vila Verde, con 1,87 km² de superficie y 1.013 habitantes (2001). Su densidad de población es de 541,7 hab/km².